# 東方聯盟
東方聯盟（英語：Eastern League）是美國東北部的一個美國職棒小聯盟附屬聯盟，縱使從1989年起，出現一支俄亥俄州的球隊；本聯盟自從1963年以來，就位於小聯盟的2A等級。本聯盟的前身，紐約－賓夕法尼亞聯盟，建立於1923年。1936年，當賓州約克的紐約白玫瑰搬到紐澤西州特倫頓，並改名為特倫頓參議員之後，出現了紐約州和賓州以外的第一支球隊。1938年，當賓州斯克蘭頓的斯克蘭頓礦工搬到康乃狄克州哈特佛，改名為哈特佛蜂刺之後，聯盟名稱變更為東方聯盟。
從1923年起，東方聯盟的球隊座落於美國12州51個城市、和加拿大的2個省。從1923年到1993年，本聯盟一直維持6至8個球隊。1994年，聯盟增加了波特蘭海狗、新罕布夏食魚貓而擴增為10隊，並且分區為北區和南區。在1999年，聯盟擴增了艾頓那曲球和伊利海狼，成為12隊。
2020年，因為COVID-19疫情的大爆發，使得小聯盟賽季全面暫停。2021年球季開始前，東方聯盟解散，原有球隊除了特倫頓雷霆以外均轉加盟2A東北區。不過大聯盟後來收購小聯盟的名稱版權，因此2A東北區在2022年球季又改回原名東方聯盟。

## 現有球隊
| 分區           | 球隊           | 原文名       | 大聯盟球隊           | 所在地               | 球場           | 球場容納人數 |
| -------------- | -------------- | ------------ | -------------------- | -------------------- | -------------- | ------------ |
| 東北區         | 賓漢頓喧鬧小馬 |              | 紐約大都會           | 紐約州賓漢頓         | 米拉比托體育場 | 6012         |
| 哈特福院山羊   |                | 科羅拉多洛磯 | 康乃狄克州哈特福     | Dunkin' Donuts公園   | 6121           |              |
| 新罕布夏捕魚貓 |                | 多倫多藍鳥   | 新罕布夏州曼徹斯特   | 東北Delta牙醫體育場  | 6500           |              |
| 波特蘭海狗     |                | 波士頓紅襪   | 緬因州波特蘭         | 哈洛克球場           | 7368           |              |
| 雷丁奮鬥費城人 |                | 費城費城人   | 賓夕法尼亞州雷丁     | 第一能源體育場       | 9000           |              |
| 薩默塞特愛國者 |                | 紐約洋基     | 紐澤西州布里奇瓦特鎮 | TD銀行球場           | 6100           |              |
| 西南區         | 阿克倫橡皮鴨   |              | 克里夫蘭守護者       | 俄亥俄州阿克倫       | 運河公園       | 7630         |
| 西南區         | 阿爾圖納曲球   |              | 匹茲堡海盜           | 賓夕法尼亞州阿爾圖納 | 人民天然氣球場 | 7210         |
| 西南區         | 鮑伊灣襪       |              | 巴爾的摩金鶯         | 馬里蘭州鮑伊         | 喬治王子球場   | 10000        |
| 西南區         | 伊利海狼       |              | 底特律老虎           | 賓夕法尼亞州伊利     | UPMC公園       | 6000         |
| 西南區         | 哈里斯堡參議員 |              | 華盛頓國民           | 賓夕法尼亞州哈里斯堡 | FNB球場        | 6187         |
| 西南區         | 里奇蒙飛松鼠   |              | 舊金山巨人           | 維吉尼亞州里奇蒙     | 鑽石球場       | 9560         |

|  |

## 外部連結
- 東方聯盟官方網站 （页面存档备份，存于）